# Kim Koumans
Kim Koumans (Oosterhout) is een Nederlands voormalig danseres. Ze danste jaren latin op hoog niveau. Ze is vooral bekend als klokkenluider die de misbruikcultuur in de danssector aan de kaak gesteld heeft.

## Eigen misbruikervaringen
Op haar twaalfde maakte ze zelf voor het eerst misbruik mee in de danswereld.
Leraren zaten aan haar borsten en billen en vertelden haar dat ze moest leren om sexy te zijn en geil uit haar ogen te kijken.
Dan werd er gelachen, het was de cultuur. Niemand zei er iets van, het hoorde er gewoon bij.
Stapsgewijs ging het misbruik steeds verder. Ze moest dansen in alleen maar een slipje zodat de trainers haar lichaam goed konden zien. Eens werd ze tijdens het passen van een wedstrijdjurk betast door een vrouwelijke trainer.
Ik moest mijn onderbroek uittrekken. Zij stond achter me en pakte me vast om mijn bekken te kantelen. En toen ging ze bij me naar binnen. Ik verlamde, ik kon niets meer zeggen.
Tijdens haar loopbaan vroeg ze meerdere keren om hulp bij verschillende bonden, maar met haar meldingen werd niets gedaan. In 2017 stopte Koumans met dansen na een carrière van ongeveer twintig jaar. 

## Publiciteit
Eind 2020 contacteerde ze journalist Marco Knippen, die toen al een Tegel gewonnen had voor zijn verhalen over de misstanden in de turnwereld.
Deze publiciteit leidde tot een groter onderzoek naar de misstanden in de danswereld, het in 2023 verschenen rapport Schaduwdansen. Het werd geschreven door het onafhankelijke onderzoeksbureau Verinorm, in opdracht van de Tweede Kamer.
In 2023 werd de driedelige documentaire Dansen Voor Je leven uitgezonden bij BNNVARA. Het onderzoek en de documentaire vertellen over de gesloten cultuur van de danssector, die wel is vergeleken met die van een sekte. Volwassenen en kinderen worden er seksueel misbruikt, gegroomd en geïntimideerd.

## Onderzoeksresultaten en documentaire
Uit het rapport Schaduwdansen blijkt dat vier op de tien volwassenen en drie op de tien kinderen die in georganiseerd verband dansen in 2023 te maken hebben gehad met een vorm van grensoverschrijdend gedrag. Zowel vrouwen als mannen zijn slachtoffer. Het gaat relatief vaak om seksueel geweld (11 procent). Dit misbruik en deze intimidatie zitten ingebakken in de cultuur van de danssector.
Hoogleraar sport en recht Marjan Olfers van bureau Verinorm vertelt in de documentaire over het onderzoek Schaduwdansen dat ze samen met Anton van Wijk uitvoerde. Na de aankondiging van het onderzoek kwamen al snel heel veel meldingen binnen. Ze vertelde daarover:
Jonge meisjes van 14, 15, 16 jaar die in handen vallen van een ouder iemand die daar gruwelijk misbruik van maakt. Ze worden aangezet tot onverantwoord gewichtsverlies en anorexia. Ze moeten doortrainen met blessures, er zijn seksueel getinte grappen en er is discriminatie in de selectie. Bijvoorbeeld: ik kan je verder helpen, mits je dit en dit doet. En als de intensiteit van het dansen toeneemt, dan neemt ook de macht en afhankelijkheid toe. Dit gaat echt over seksueel misbruik en grooming; het misbruik maken van een emotionele band. En daar krijgen heel jonge kinderen mee te maken.
Kim Koumans ziet wel iets in een betere registratie van dansscholen en een registratiesysteem met een kwaliteitskeurmerk.

## Aangiftes
In 2022 deed Koumans aangifte tegen een dansleraar uit Brabant. Daarop volgden meerdere aangiftes van anderen. Op een compensatieregeling of een algemeen excuus hoeven de slachtoffers echter niet te rekenen. Koumans blijft het misbruik en de afhandeling ervan agenderen. Op 15 maart 2024 kreeg de dansleraar een werkstraf van 60 uur opgelegd.